# トーテュガ (ドック型揚陸艦)
トーテュガ（英語: USS Tortuga, LSD-46) は、アメリカ海軍のドック型揚陸艦。ホイッドビー・アイランド級ドック型揚陸艦の6番艦。艦名はスペインの探検家ポンセ・デ・レオンによって1513年に発見されたドライ・トートガス国立公園に因んで命名された。その名を持つ艦としては二隻目である。

## 艦歴
トーテュガは1987年3月23日にルイジアナ州ニューオーリンズのエイボンデール造船所で起工される。メキシコ湾に到来したハリケーン・ギルバートの脅威により、被害予防のため1988年9月15日に進水し、1988年11月19日にローズマリー・パーカー・ショウルツ夫人によって命名され、1990年11月17日に就役した。
1997年、トーテュガは艦長ケネス・M・ローマ中佐の指揮下1998年7月1日から1998年12月8日まで地中海に展開した。1999年にはJ・M・バードン中佐が艦長に着任、2000年後半に退役するまで艦を指揮した。後任としてジェームズ・P・ドリスコル中佐が艦を引き継ぎ、2000年9月にラムーア・カウンティ (USS La Moure County, LST-1194) がチリのバルパライソ沖で座礁し、トーテュガはラ・ムーア・カウンティに代わって10月に南太平洋での演習、UNITAS 2000 に参加するよう命じられた。演習が完了すると、トーテュガはリトル・クリークに帰還した。2001年1月にトーテュガは大西洋艦隊／NATO平和維持・即応部隊の旗艦に命じられた。
2005年、トーテュガは艦長マーク・H・スコーヴィル中佐の指揮下バージニア州リトル・クリーク海軍揚陸基地を母港とし、大西洋艦隊揚陸グループ2に配属された。

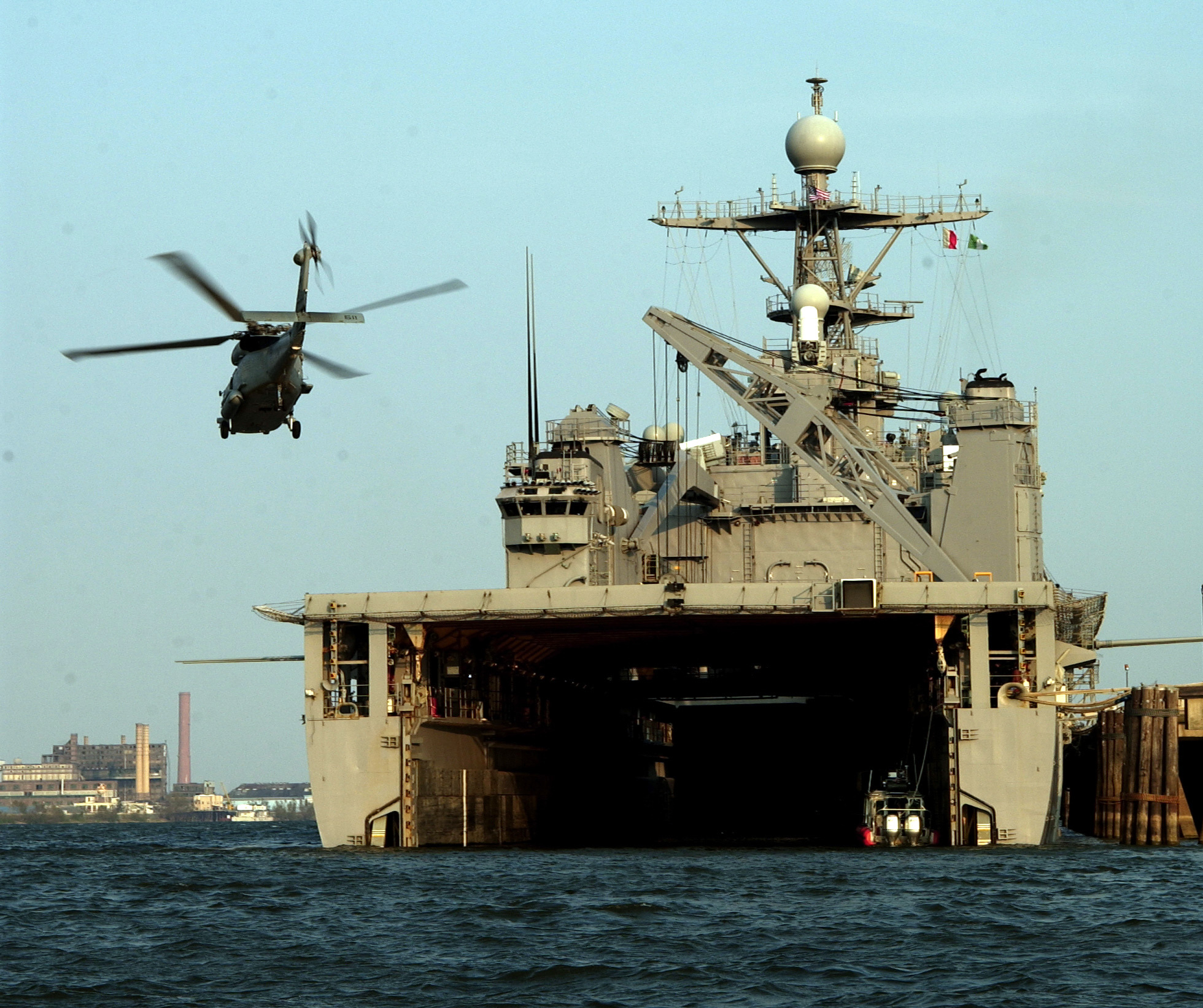
ハリケーン・カトリーナの被災者救援のためニューオーリンズの桟橋に接岸するトーテュガ

2005年8月25日、トーテュガと乗組員は訓練活動を中断し、ハリケーン・カトリーナの被害に対応するカトリーナ統合任務部隊の一隻としてニューオーリンズに派遣された。トーテュガはハリケーンの後初めてミシシッピ川を遡上した海軍艦艇となり、ニューオーリンズ海軍基地の西岸に停泊した。艦はニューオーリンズ対岸での軍事・民間拠点となった。
2005年10月14日に海軍はトーテュガの太平洋艦隊佐世保基地を出港した。トーテュガは2006年3月31日に佐世保に到着、フォート・マクヘンリー (USS Fort McHenry, LSD-43) と配備交代を行った。この配備交代は乗組員が相互に移乗する「スワップ」という方法による交代で、乗組員とその家族は住居を移動しない。4月12日に2隻の乗組員はスワップを完了した。フォート・マクヘンリーとトーテュガのシップ・スワップは12日間で完了し、これはアメリカ海軍史上最短記録であった。トーテュガの前乗組員はフォート・マクヘンリーに乗艦し、4月13日に佐世保を出航、リトル・クリークへ向かった。
スワッピングから1ヶ月後の5月15日、トーテュガは3ヶ月間の配備に出航した。毎年恒例の Cooperation Afloat Readiness and Training (CARAT) 2006 に参加するためであった。トーテュガは新たに構成された第73.5任務部隊に加わり、シンガポール沖で WESTPAC ロジスティック・グループ司令官の直接指揮下に置かれた。部隊はトーテュガ、ホッパー (USS Hopper, DDG-70)、クロメリン (USS Crommelin, FFG-37)、サルヴォア (USS Salvor, ARS-52)、シャーマン (USCGC Sherman, WHEC-7200) の5隻から構成された。部隊はシンガポール、タイ海軍と共に活動、インドネシア、マレーシア、ブルネイ、およびフィリピンを訪問した。
トーテュガは2007年9月1日に行われた東京都の災害訓練に参加し、LCAC-1級エア・クッション型揚陸艇を使用して帰宅困難者の輸送訓練を行った。2008年3月および2010年3月には硫黄島を訪問している。
2011年3月11日に発生した東北地方太平洋沖地震に伴う日本政府の要請を受けて、救援活動に派遣され、北海道の苫小牧から青森の大湊まで陸上自衛隊第5旅団の人員および機材の輸送を行った。
2013年8月23日、アシュランドと交替してリトル・クリーク海軍揚陸基地へ母港が変更された。